# Psichiatria
La psichiatria è la branca specialistica della medicina che si occupa dello studio sperimentale, della prevenzione, della cura e della riabilitazione dei disturbi mentali. Essa è definibile come una "disciplina di sintesi", in quanto il mantenimento e il perseguimento della salute mentale, che è lo scopo fondamentale della psichiatria, viene ottenuto prendendo in considerazione diversi ambiti: medico-farmacologici, neurologici, psicologici, sociologici, giuridici, politici.

## Storia
Nel corso del tempo e nelle diverse civiltà, gli approcci, le spiegazioni, l'atteggiamento e i trattamenti relativi alla follia hanno subito cambiamenti radicali e, nell'impossibilità di una trattazione esaustiva della storia della psichiatria è forse utile una schematizzazione che consenta di tracciarne le tappe fondamentali ripercorrendo quali sono stati i cambiamenti di alcuni aspetti paradigmatici della psichiatria:
- la spiegazione e l'origine (natura) delle patologie a carico del sistema nervoso centrale e cervello
- le modalità di trattamento di dette patologie
- le persone e le istituzioni deputate al trattamento.

## Etimologia
Il termine è stato coniato dal medico tedesco Johann Christian Reil nel 1808, dal greco psyché (ψυχή) = spirito, anima e iatreia (ιατρεια,ας) che significa cura (medica). Letteralmente la disciplina si dovrebbe occupare della "cura dell'anima". Il medico specializzato in psichiatria è lo psichiatra.

## Descrizione
Henri Ey (1900-1977), psichiatra francese, scrive alla vigilia della propria morte che "la nozione di malattia mentale deve muoversi nell'orbita della biologia e della medicina". Egli definisce la psichiatria come "una branca della medicina che ha per oggetto la patologia della vita di relazione a quel livello di essa che assicura l'autonomia e l'adattamento dell'uomo nelle condizioni della propria esistenza". La psichiatria si avvale anche della psicoterapia che si propone soluzioni psichiche a problemi psicologici e mentali.
La psichiatria è una pratica medica focalizzata strettamente sull'uso del metodo scientifico-sperimentale come mezzo di indagine conoscitivo, sull'uso prevalente dei farmaci come mezzo curativo e con l'utilizzo accessorio di metodologie altrimenti tipiche della psicologia, che invece è la disciplina che studia il comportamento degli individui e i loro processi mentali.
Oltre alla più ampia gamma di patologie e situazioni di disagio psichiche trattate, la psichiatria si distingue dalla psicologia anche per il diverso corso di studi necessario per la formazione dei relativi professionisti.

### Diagnosi
La diagnosi psichiatrica è un processo complesso, che si avvale di valutazioni anamnestiche, colloqui clinici, test e reattivi psicopatologici e, quando necessario, anche di altre valutazioni mediche e psicologiche (internistiche, neurologiche, psicologiche, sociali). Fondamentali sono anche gli esami strumentali come la TC o semplici esami del sangue, soprattutto in diagnosi differenziale con altri disturbi (patologie metaboliche, neurologiche e infettive in primis).
Da un punto di vista epistemologico, le diverse costruzioni teoriche di alcuni disturbi psicopatologici hanno portato all'uso di riferimenti nosografici cosiddetti "ateoretici", quali ad esempio quelli espressi nelle classificazioni, basate sul consenso scientifico, del DSM (Diagnostic and Statistical Manual of Mental Disorders, APA); in particolare, allo stato, il DSM-5 ed il sistema ICD-10 (International Classification of Diseases) sono le nosografie più utilizzate a livello internazionale.
I disturbi di competenza psichiatrica possono essere temporanei o cronici: alcuni pazienti psichiatrici richiedono cure solo per poco tempo, mentre altri necessitano di essere seguiti e curati per periodi molto lunghi o anche per tutta la vita, poiché molte malattie mentali sono croniche e compromettono in modo più o meno grave la qualità (a volte anche la durata) della vita del paziente e, nei casi gravi, della sua famiglia.

### Terapia
La terapia psichiatrica prevede solitamente un trattamento farmacologico oppure psicoterapeutico (o, spesso, una combinazione di entrambi); nei casi più gravi si associano solitamente trattamenti supportivi e riabilitativi, anche di tipo sociale. Solitamente si svolge in contesti ambulatoriali, come nei CSM (Centri di Salute Mentale delle ASL), o anche privatamente.
Attualmente in Italia la maggior parte dei pazienti psichiatrici più gravi, cronici e portatori di gravi forme di invalidità viene assistita in comunità apposite, o in gruppi-appartamento seguiti dalle ASL, e spesso, laddove possibile, a casa del paziente stesso. Nei casi in cui non sia sufficiente o realizzabile il solo intervento ambulatoriale e familiare, e allo stesso tempo non sia necessario un intervento di ricovero ospedaliero o in una struttura residenziale, solitamente si opta per un approccio semi-residenziale, come nei cosiddetti centri diurni socio-riabilitativi. Il ricovero ospedaliero, solitamente di tipo volontario, viene attuato solo in casi gravi e per periodi di tempo definiti.
Eccezionalmente, in casi gravi ed acuti, ed in condizioni determinate (con alcune tutele di legge), può essere necessario un Trattamento sanitario obbligatorio (TSO), di durata limitata nel tempo (al massimo per sette giorni, ma prorogabili un indefinito numero di volte). Il TSO viene disposto dal Sindaco su proposta motivata di un medico controfirmata poi da un secondo medico, che deve essere dipendente del Sistema Sanitario Nazionale. Il ricovero in regime di TSO viene effettuato in una Struttura Pubblica appositamente disposta nell'Ospedale Generale (i reparti di "Servizio Psichiatrico di Diagnosi e Cura", SPDC). Il TSO, che viene attuato solo in caso di gravi scompensi psichiatrici acuti, viene per legge disposto solo qualora il paziente presenti una patologia psichiatrica, richieda cure urgenti e le rifiuti, e non sia possibile prendere adeguate misure alternative extraospedaliere; il TSO ha sempre una durata precisa (una settimana massima, rinnovabile solo in presenza di gravi problematiche cliniche), e può essere trasformato in qualunque momento in un ricovero volontario.
La "cura del sonno" (o narcoterapia) è una prassi , diffusa da trenta e più anni  utilizzata per affrontare sindromi molto diverse tra loro, che si basa sull'indurre il sonno, per periodi prolungati, attraverso farmaci (barbiturici, neurolettici e, a volte, benzodiazepine), aggiungendo durante la veglia un lavoro di psicoterapia di gruppo o individuale. Il sonno è ritenuto terapeutico perché interrompe uno stato nevrotico reattivo, la sofferenza acuta o l'alternarsi di agitazione ed esaurimento.

### La professione psichiatrica
Nell'ordinamento italiano lo psichiatra è un laureato in medicina e chirurgia con specializzazione post lauream in psichiatria, quindi è prima di tutto un medico: può prescrivere farmaci generici e/o psicofarmaci con regolare ricetta medica e richiedere e valutare esami clinici (EEG, TC, PET, MRI).
Il medico specialista in psichiatria è anche abilitato - previa richiesta formale di annotazione in apposito elenco presso il proprio ordine provinciale di riferimento - all'esercizio della psicoterapia, differentemente dagli altri medici e dagli psicologi che, per poter esercitare la psicoterapia, devono ottenere una specializzazione specifica.
Branche della psichiatria:
- Psichiatria biologica
- Psichiatria infantile e dell'adolescenza (in Italia di pertinenza del neuropsichiatra infantile)
- Psichiatria dell'adulto
- Psichiatria dell'anziano
- Medicina comportamentale
- Psichiatria consultivo-relazionale
- Psichiatria delle dipendenze
- Psichiatria forense
- Psichiatria fenomenologica

## Critiche
Le critiche più comuni storicamente rivolte dai movimenti antipsichiatrici (tra i cui fondatori vi fu il dr.  Szasz) sostengono che la psichiatria, a loro dire, userebbe concetti e strumenti medici impropriamente; che la classificazione fornita per i disturbi mentali è troppo rigida e metodica rispetto alle caratteristiche del disturbo in sé che può evolvere in moltissimi modi differenti e per il quale la psicodinamica si rivelerebbe invece più appropriata e flessibile; che in alcuni casi (quelli in cui il paziente è incapace di intendere e di volere) tratterebbe i pazienti contro la loro volontà, o sarebbe troppo "autoritaria" rispetto ad altri approcci; che, come le altre specialità mediche, sarebbe "compromessa" in legami finanziari e professionali con l'industria farmaceutica.